# Enrique María Repullés
Enrique María Repullés y Vargas (Madrid, 30 de octubre de 1845 – Madrid, 13 de septiembre de 1922) fue un arquitecto español, miembro de la Real Academia de San Fernando, de la que llegó a ser secretario.

## Carrera
Fue el arquitecto oficial de la Casa Real española[cita requerida] y de la Archidiócesis de Toledo. Fue el autor de obras como:
- La basílica de Santa Teresa, en la localidad salmantina de Alba de Tormes (inacabada).
- Iglesia parroquial de San Matías de Hortaleza.[1][2] Primera iglesia de estilo neomudéjar (1877)
- La verja que cierra la plaza de la Armería del Palacio Real de Madrid (1892).
- El Palacio de la Bolsa de Madrid. Repullés ganó el concurso convocado por la Junta de Obras de la Bolsa de Madrid en 1884, presentando un proyecto que tomaba como modelo el edificio de la Bolsa de Viena creada por Theophil Edvard Freiherr von Hansen. Fue inaugurado en 1893.
- Casa consistorial de Valladolid.[3] Las obras para la construcción de este edificio comenzaron en 1892 según los planos del arquitecto local Antonio Iturralde, que había resultado ganador del concurso de ideas convocado para su construcción. El proyecto se modificó seis años después cuando al morir Iturralde se hizo cargo del proyecto Enrique Repullés. Este derribó todo lo efectuado hasta el momento del anterior proyecto de Iturralde y construyó un nuevo edificio ecléctico. Se inauguró en 1908.
- La iglesia de Santa Cristina en el barrio de Puerta del Ángel en Madrid, de estilo neomudéjar[4][2] y edificada entre 1904 y 1906, a pocos metros de la cual hay una calle que el Ayuntamiento de Madrid le dedicó a Enrique María Repullés. Presenta una sola nave.
- Iglesia de Nuestra Señora de los Ángeles, en la calle de Bravo Murillo, Madrid.[5][2]

Realizó también numerosas obras de restauración de monumentos, entre ellos la catedral de Ávila o la basílica de San Vicente, también en la capital abulense.
También fue obra suya el monumento levantado en Salamanca en honor del obispo Tomás Cámara (1847-1904), inaugurado el 17 de mayo de 1910.

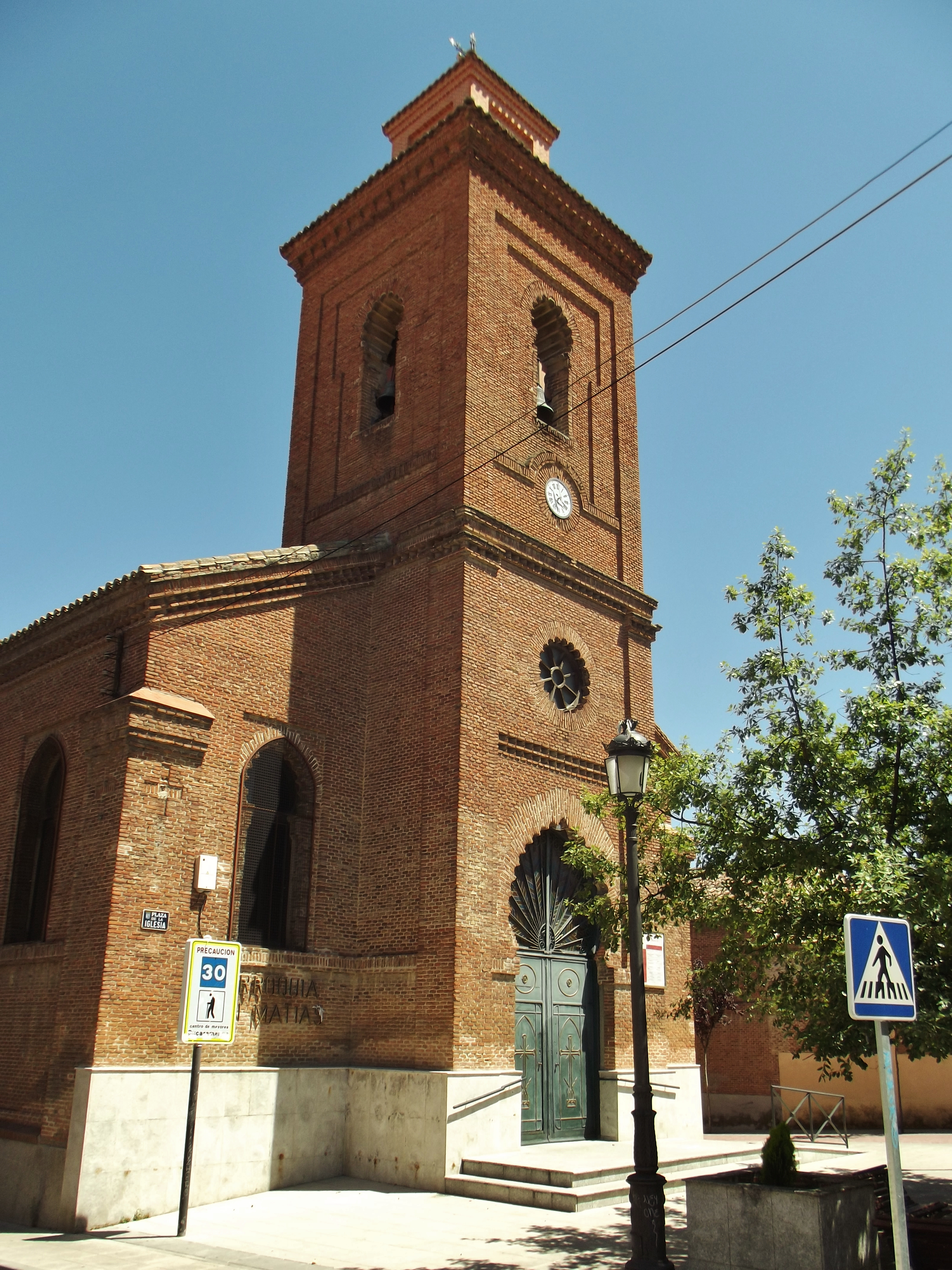
Iglesia de San Matías en Hortaleza (1877-1879)
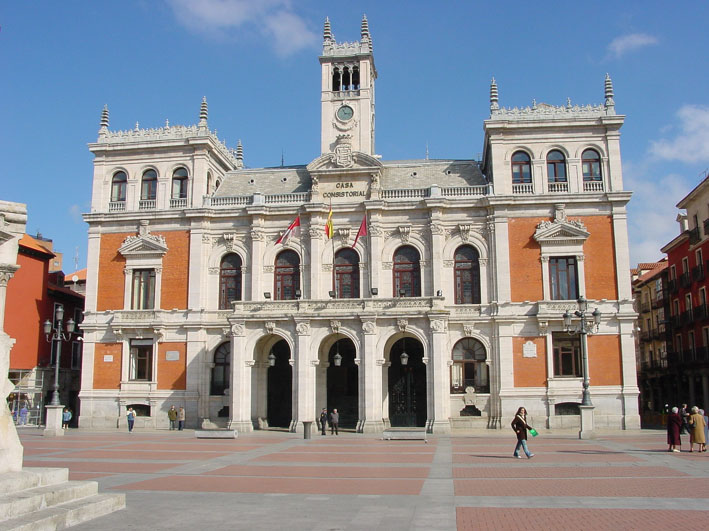
Casa consistorial de Valladolid en la Plaza Mayor
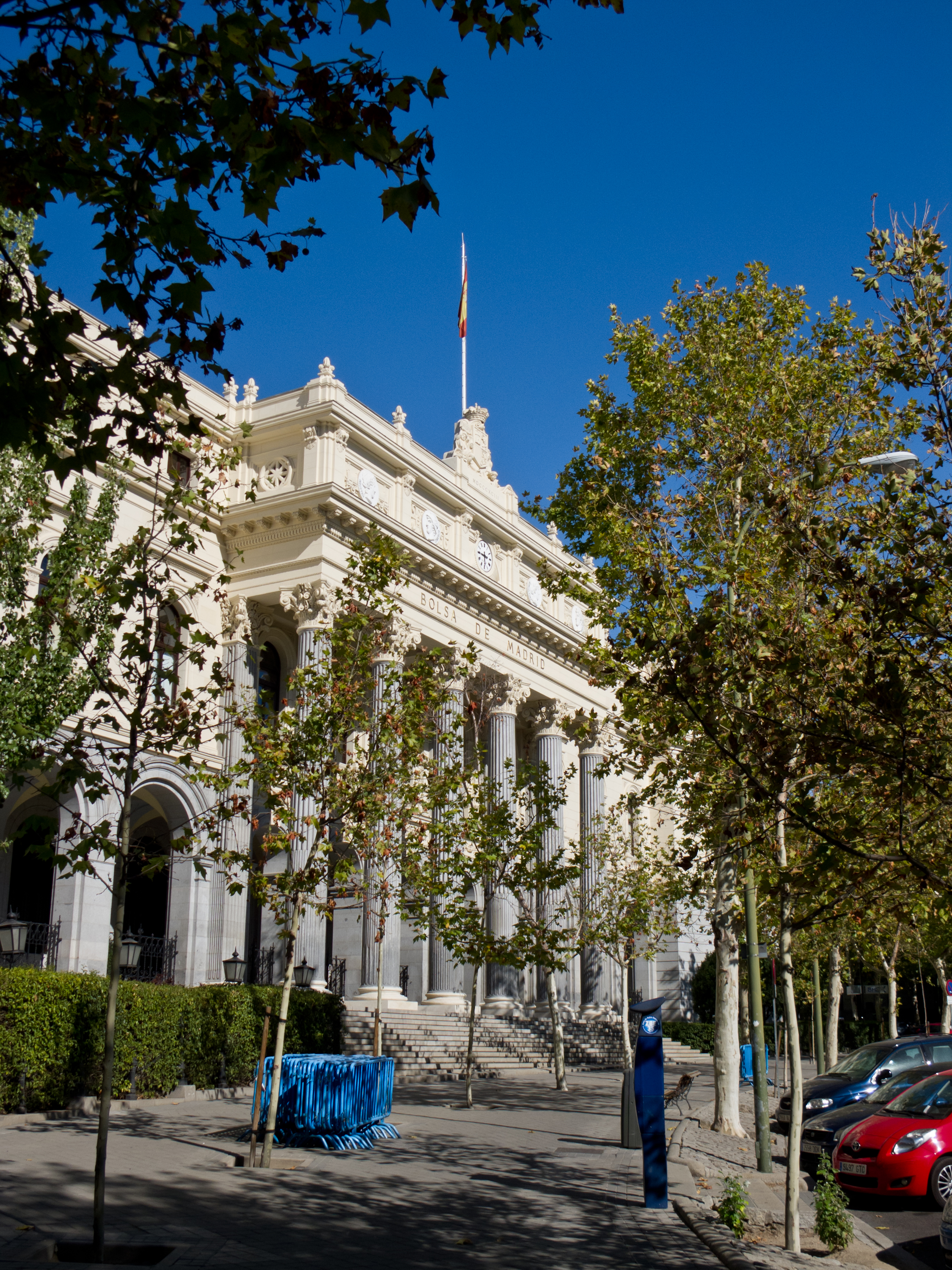
Palacio de la Bolsa de Madrid
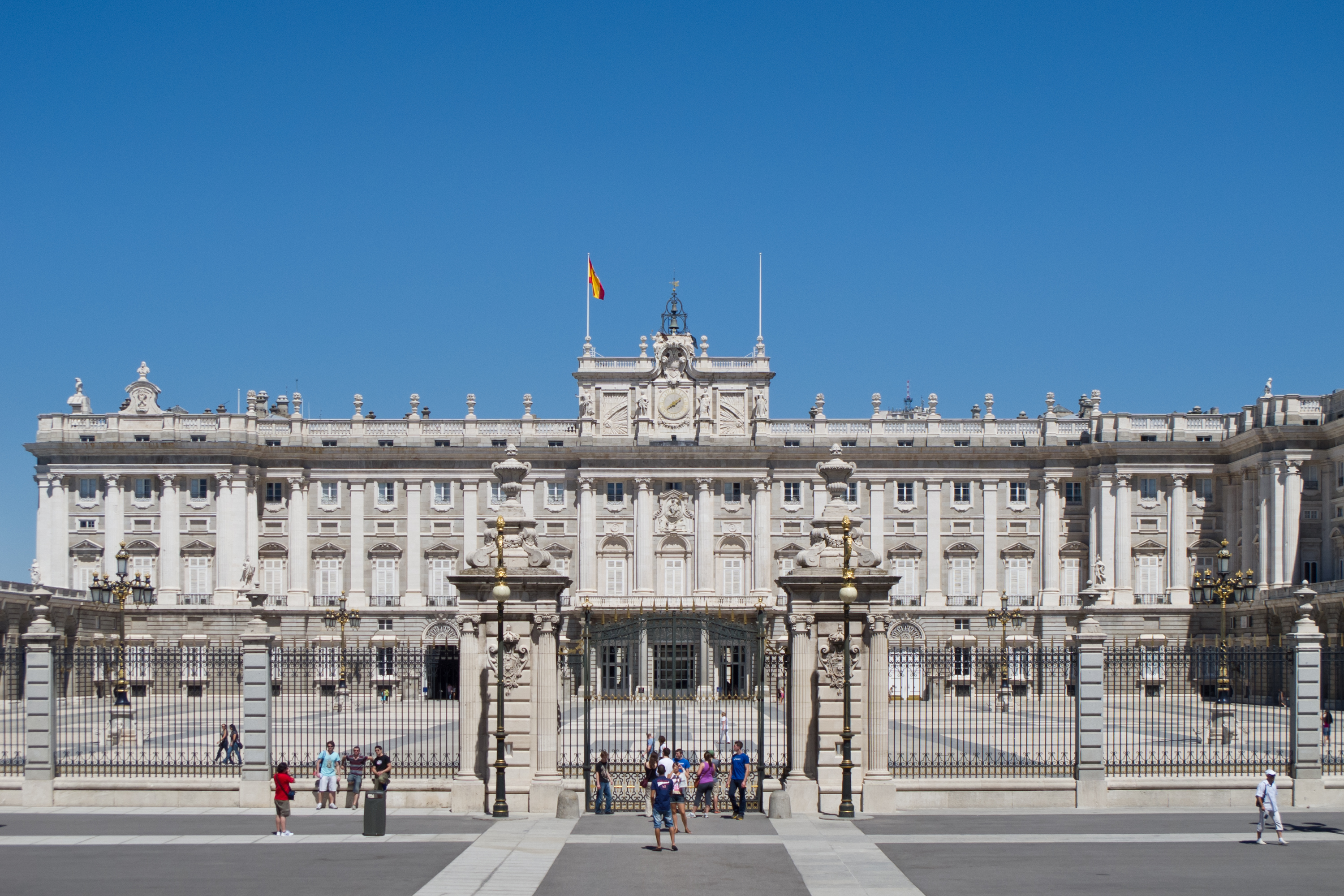
Plaza de la Armería del Palacio Real de Madrid (1892)
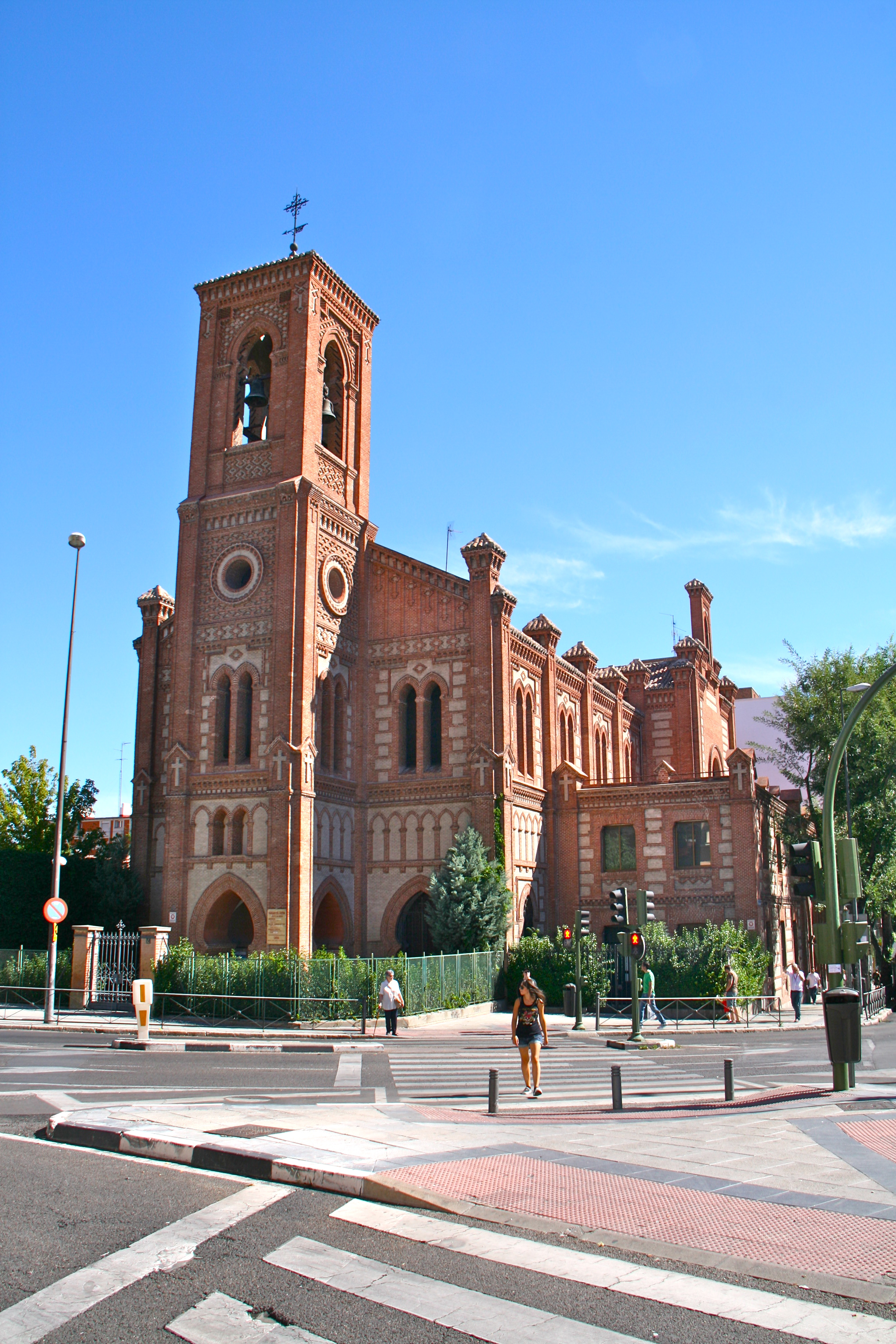
Iglesia de Santa Cristina (1904-1906)